# 白蛇の紋章〜サーペンス・アルバス
『白蛇の紋章〜サーペンス・アルバス』（アメリカでは『Whitesnake』、ヨーロッパでは『1987』）は、ホワイトスネイクが1987年に発表したアルバム。スタジオ・アルバムとしては7作目。ビルボードチャートにおいて、マイケル・ジャクソンの『バッド』に次ぐ、最高2位。

## 解説
前作『スライド・イット・イン』（1984年）から本作の間に、デイヴィッド・カヴァデールが喉のポリープの手術を受けるというハプニングがあったが、カヴァデール自身は「手術をして良かった」「喉にはこれまで以上の力がついた」と語っている。脱退したコージー・パウエルの後任として、エインズレー・ダンバーが加入した。
「クライング・イン・ザ・レイン」と「ヒア・アイ・ゴー・アゲイン」は、アルバム『セインツ・アンド・シナーズ』（1982年）収録曲のセルフ・カヴァー。「ヒア・アイ・ゴー・アゲイン」には、後に正式メンバーとなるエイドリアン・ヴァンデンバーグ（元ヴァンデンバーグ）が参加している。また、「ヒア・アイ・ゴー・アゲイン」は、アルバム・ヴァージョンとは別にシングル用のレディオ・ミックス・ヴァージョンも録音された。
アメリカ盤や日本盤で未収録だった「ルッキング・フォー・ラヴ」と「ユーアー・ゴナ・ブレイク・マイ・ハート・アゲイン」は、日本では独自企画のミニ・アルバム『1987ヴァージョン』に収録された。これら2曲は、コンピレーション・アルバム『グレイテスト・ヒッツ』（1994年）にも収録されている。また、アメリカでは前作『スライド・イット・イン』と本作、そして次作『スリップ・オブ・ザ・タング』のアルバム3枚と上記未収録曲等を収録した2枚組の『Here I Go Again: The Whitesnake Collection』が2002年に発売された。 
バンドは本作で初めて、全米Billboard 200でトップ10入りを果たし、最高2位に達した。また、全英アルバムチャートでは57週連続でトップ100圏内にとどまり続けた。
本作のレコーディング終了後には、デイヴィッド・カヴァデールを除くメンバーが総入れ替えとなった。第1弾シングル「スティル・オブ・ザ・ナイト」のミュージック・ビデオに出演したエイドリアン・ヴァンデンバーグ、ヴィヴィアン・キャンベル、ルディ・サーゾ、トミー・アルドリッジの4人は、その後正式メンバーとなって、本作に伴うツアーにも参加した。

## 収録曲
特記なき楽曲はデイヴィッド・カヴァデールとジョン・サイクスの共作。

### アメリカ盤
日本盤はアメリカ盤の収録曲に準じている。
1. クライング・イン・ザ・レイン - Crying in the Rain (David Coverdale) - 5:37
2. バッド・ボーイズ - Bad Boys - 4:06
3. スティル・オブ・ザ・ナイト - Still of the Night - 6:36
4. ヒア・アイ・ゴー・アゲイン - Here I Go Again (D. Coverdale, Bernie Marsden) - 4:34
5. ギヴ・ミー・オール・ユア・ラヴ - Give Me All Your Love - 3:31
6. イズ・ディス・ラヴ - Is This Love - 4:43
7. チルドレン・オブ・ザ・ナイト - Children of the Night - 4:24
8. ストレイト・フォー・ザ・ハート - Straight for the Heart - 3:39
9. ドント・ターン・アウェイ - Don't Turn Away - 5:10

### ヨーロッパ盤
1. Still of the Night - 6:36
2. Bad Boys - 4:06
3. Give Me All Your Love - 3:31
4. Looking for Love - 6:33
5. Crying in the Rain (D. Coverdale) - 5:37
6. Is This Love - 4:43
7. Straight for the Heart - 3:39
8. Don't Turn Away - 5:10
9. Children of the Night - 4:24
10. Here I Go Again (D. Coverdale, B. Marsden) - 4:34
11. You're Gonna Break My Heart Again - 4:11

## シングル
本作からのシングルのチャート最高順位を示す。
| タイトル                       | イギリス | アメリカ | ニュージーランド | ノルウェー |
| ------------------------------ | -------- | -------- | ---------------- | ---------- |
| スティル・オブ・ザ・ナイト     | 16位     | 79位     | -                | -          |
| イズ・ディス・ラヴ             | 9位      | 2位      | -                | -          |
| ヒア・アイ・ゴー・アゲイン     | 9位      | 1位      | 34位             | 17位       |
| ギヴ・ミー・オール・ユア・ラヴ | 18位     | 48位     | 49位             | -          |

## 参加ミュージシャン
- デイヴィッド・カヴァデール - ボーカル
- ジョン・サイクス - ギター
- ニール・マーレイ - ベース
- エインズレー・ダンバー - ドラムス

ゲスト・ミュージシャン
- ドン・エイリー - キーボード
- ビル・クオモ - キーボード
- エイドリアン・ヴァンデンバーグ - ギター・ソロ(on Here I Go Again)

下記ミュージシャンは、「ヒア・アイ・ゴー・アゲイン」のレディオ・ミックス・ヴァージョンに参加。
- ダン・ハフ - ギター
- ビル・クオモ - キーボード、シンセ・ベース
- デニー・カーマッシ - ドラムス